# El tren de la libertad
El tren de la libertad es un movimiento social feminista en defensa de los derechos sexuales y reproductivos de las mujeres y contra la reforma de la Ley del aborto en España que culminó el 1 de febrero de 2014 con una manifestación en Madrid pidiendo la retirada del anteproyecto de ley del aborto presentado por el ministro de Justicia Alberto Ruíz Gallardón y reclamando su dimisión, además de defender la ley del aborto vigente del 2010. La protesta fue una iniciativa que surgió en Asturias, a partir de la Tertulia Feminista Les Comadres y la organización Mujeres por la Igualdad de Barredos. A ella se sumaron organizaciones de mujeres, organizaciones feministas y entidades implicadas en la lucha por los derechos sexuales y reproductivos de España, también apoyado por partidos de la oposición y sindicatos.  La manifestación partió del Paseo del Prado y recorrió el camino hacia el Congreso de Diputados donde un grupo de representantes feministas entregó el manifiesto "Porque yo decido" escrito por la doctora en filosofía Alicia Miyares con las reivindicaciones de la movilización al registro del Congreso a nombre del Presidente de Gobierno, al del Congreso, a la ministra de Sanidad, Ana Mato, y al ministro de Justicia, Alberto Ruiz Gallardón.
En la movilización del Tren de la Libertad se estimó una participación superior a 30.000 personas y fue considerada en ese momento la mayor manifestación feminista de la historia de España (hasta 2015).
También se convocaron manifestaciones de apoyo en varias capitales europeas (Edimburgo, Roma, París, Luxemburgo) y latinoamericanas (Buenos Aires).
El desarrollo de la protesta fue recogido en el documental, Yo decido. El Tren de la libertad en el que participaron más de 80 cineastas y profesionales del mundo audiovisual, entre ellas Gracia Querejeta, Ángeles González-Sinde, Mabel Lozano, Icíar Bollaín, Isabel Coixet, Georgina Cisquella, Chelo Loureiro,Teresa Font, Virginia Yagüe o Alicia Luna.

## Antecedentes
En el año 2010 el gobierno socialista encabezado por José Luis Rodríguez Zapatero realizó una reforma de la ley del aborto aprobada por el Congreso de Diputados el 19 de diciembre de 2009, que despenalizó la interrupción voluntaria del embarazo durante las primeras 14 semanas. La ley entró en vigor el 5 de julio de 2010 y sustituyó a la Ley Orgánica 9/1985. El Partido Popular presentó en junio de 2010 un recurso ante el Tribunal Constitucional y en su programa electoral de 2011 incluyó la modificación de la nueva ley. 
Tras dos años de polémica y aplazamientos, el 20 de diciembre de 2013 el gobierno del Partido Popular encabezado por Mariano Rajoy aprobó una nueva ley considerada por especialistas sanitarios y jurídicos la más restrictiva de la democracia a la que denominó Ley de Protección de la Vida del Concebido y de los Derechos de la Mujer Embarazada. Siguiendo el trámite legal, para entrar en vigor el anteproyecto debía ser sometido a diversos informes y a debate parlamentario. El nuevo proyecto conocido como Ley Gallardón tuvo el rechazo frontal del PSOE, IU, UPyD, ERC y PNV, así como el de organizaciones feministas que no cejaron en su reivindicación en contra de la modificación de la ley.
La manifestación de El Tren de la Libertad se gestó durante una cena de activistas feministas y amigas el 20 de diciembre de 2013 en Gijón, con miembros de la Tertulia Feminista Les Comadres y una posterior comida el 26 de diciembre con la organización Mujeres por la Igualdad de Barredos. La idea inicial fue, explicó Begoña Piñero, Presidenta de Les Comadres hacer una marcha a pie desde Asturias a Madrid siguiendo el ejemplo de los mineros. Finalmente se optó por la idea del tren y llamarlo El tren de la Libertad.
Durante los siguientes días adquirieron 150 billetes de tren con destino Madrid, el máximo que permitía Renfe, plazas que se cubrieron a los pocos días de la convocatoria y trasladaron la propuesta a las redes feministas de España que secundaron la iniciativa. 

## "Porque yo decido"
La filósofa feminista Alicia Miyares, miembro de la Tertulia Feminista Les Comadres, fue la autora del texto Porque yo decido, que el 1 de febrero de 2014 se entregó en el registro del Congreso de Diputados dirigido al presidente del Gobierno, Mariano Rajoy, y a los ministros de Justicia y Sanidad, Alberto Ruiz Gallardón y Ana Mato. 
El texto apunta: 
«Desde la autonomía moral, no acepto imposición o prohibición alguna en lo que concierne a mis derechos sexuales y reproductivos» «Me niego a ser sometida a tratos degradantes, injerencias arbitrarias y tutelas coactivas en mi decisión de ser o no ser madre». Invoca la «libertad de conciencia» y considera «cínicos» a quienes «apelan a la libertad para restringirla» y «malévolos» a quienes «quieren imponer a todos sus principios de vida basándose en inspiraciones divinas». «Me niego a aceptar una maternidad forzada y un régimen de tutela que condena a las mujeres a la minoría de edad sexual y reproductiva». «Soy demócrata y acepto las reglas de juego que deslindan derechos de pecados y ley de religión. Ninguna mayoría política, por muy absoluta que sea, está legitimada para convertir los derechos en delitos». La reflexión apuesta por leyes que «favorezcan la autonomía moral y garanticen la pluralidad y diversidad de intereses». Y, en esa idea, exige «que se mantenga la actual ley», en referencia a la ley de 2010.

## Desarrollo de la manifestación

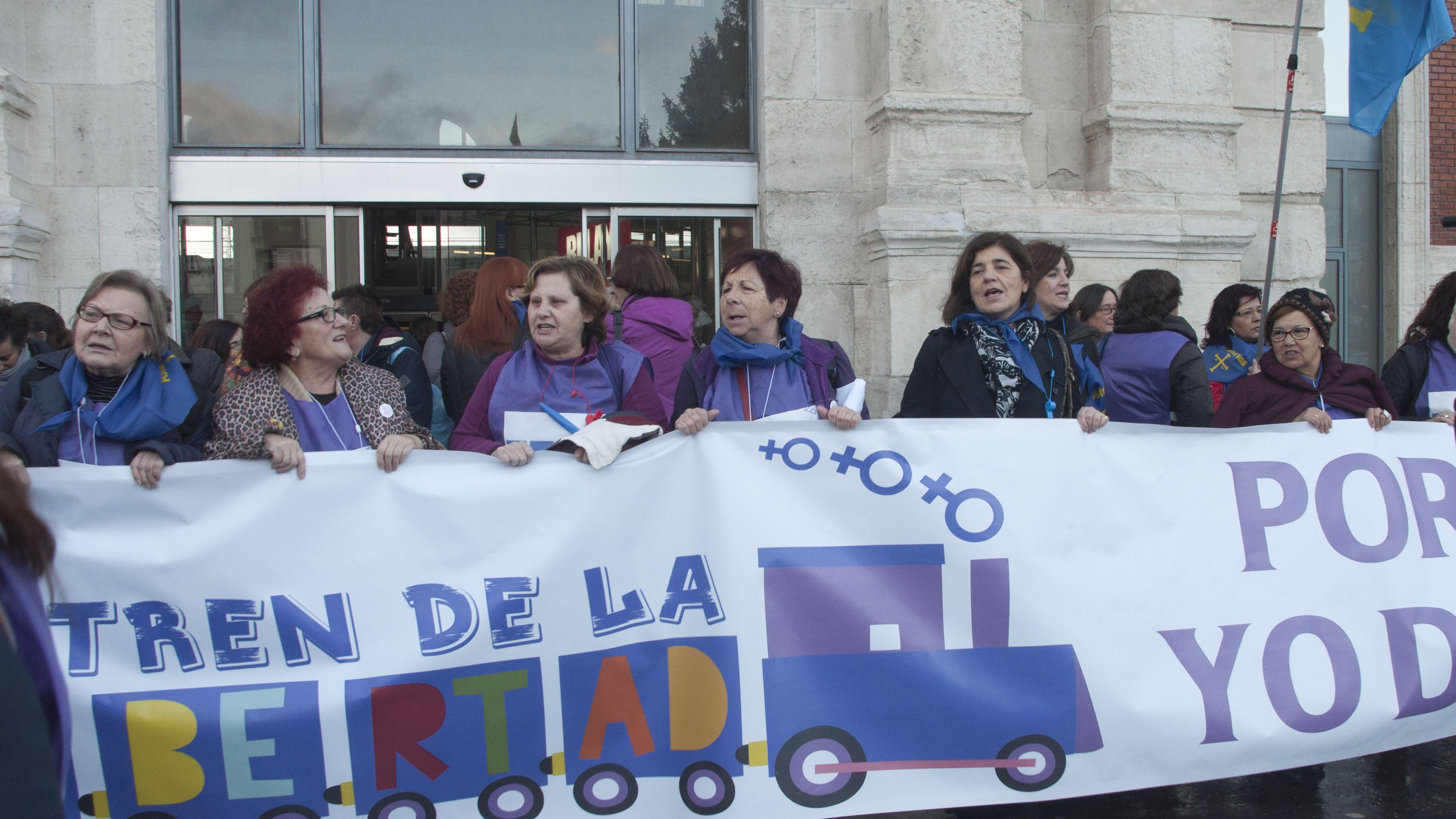
Valladolid recibe al tren de la libertad haciendo de estación de paso y parada en su camino hacia Madrid

Al tren inicial de Asturias a Madrid fueron sumándose vagones desde muchos lugares de España. A primera hora de la mañana del 1 de febrero llegaron convoyes desde Asturias, Andalucía, Canarias, Cataluña, Comunidad Valenciana, Castilla-La Mancha, Extremadura, Galicia, Murcia, País Vasco,  a la que se sumó una delegación francesa con activistas de una decena de organizaciones galas.
Al final de la manifestación una delegación de 10 mujeres registró en el Congreso de Diputados el documento "Porque yo decido". 

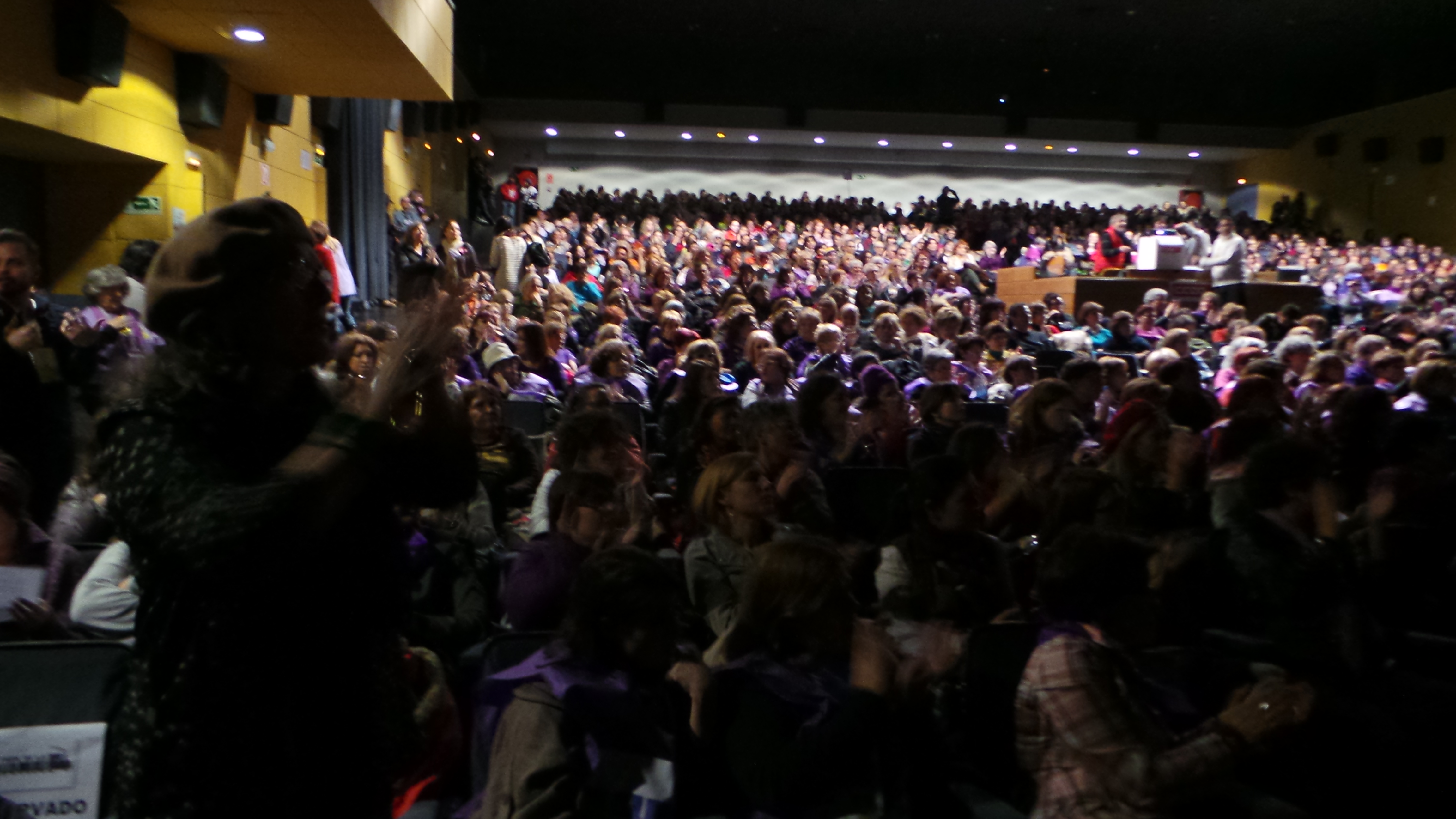
Asamblea de "El tren de la Libertad". Auditorio Marcelino Camacho de Madrid

Por la tarde se organizó en el Auditorio Marcelino Camacho de Madrid la asamblea de El Tren de la Libertad en la que intervinieron representantes de las diferentes delegaciones que viajaron a Madrid.

### En otras capitales
La convocatoria tuvo eco en diferentes capitales europeas donde también se realizaron manifestaciones: París, Roma, Londres, Luxemburgo, Edimburgo. Destacaron las movilizaciones en Francia donde se celebraron manifestaciones en una veintena de ciudades entre ellas Burdeos, Marsella, Nantes, Estrasburgo o Toulouse convocadas por más de 80 asociaciones feministas, partidos políticos y sindicatos. En el manifiesto de la convocatoria de París, en la que estuvo presente la entonces candidata a la alcaldía de París Anne Hidalgo. Se denunció "el ataque del Gobierno español" contra los derechos de las mujeres, "el rechazo a aceptar el derecho de las mujeres a disponer sobre su cuerpo, la insistencia en considerar a sus ciudadanas incapaces de decidir por ellas mismas".  También tuvo eco en América Latina, especialmente en Argentina donde se secundó la protesta en Buenos Aires.

## Consecuencias

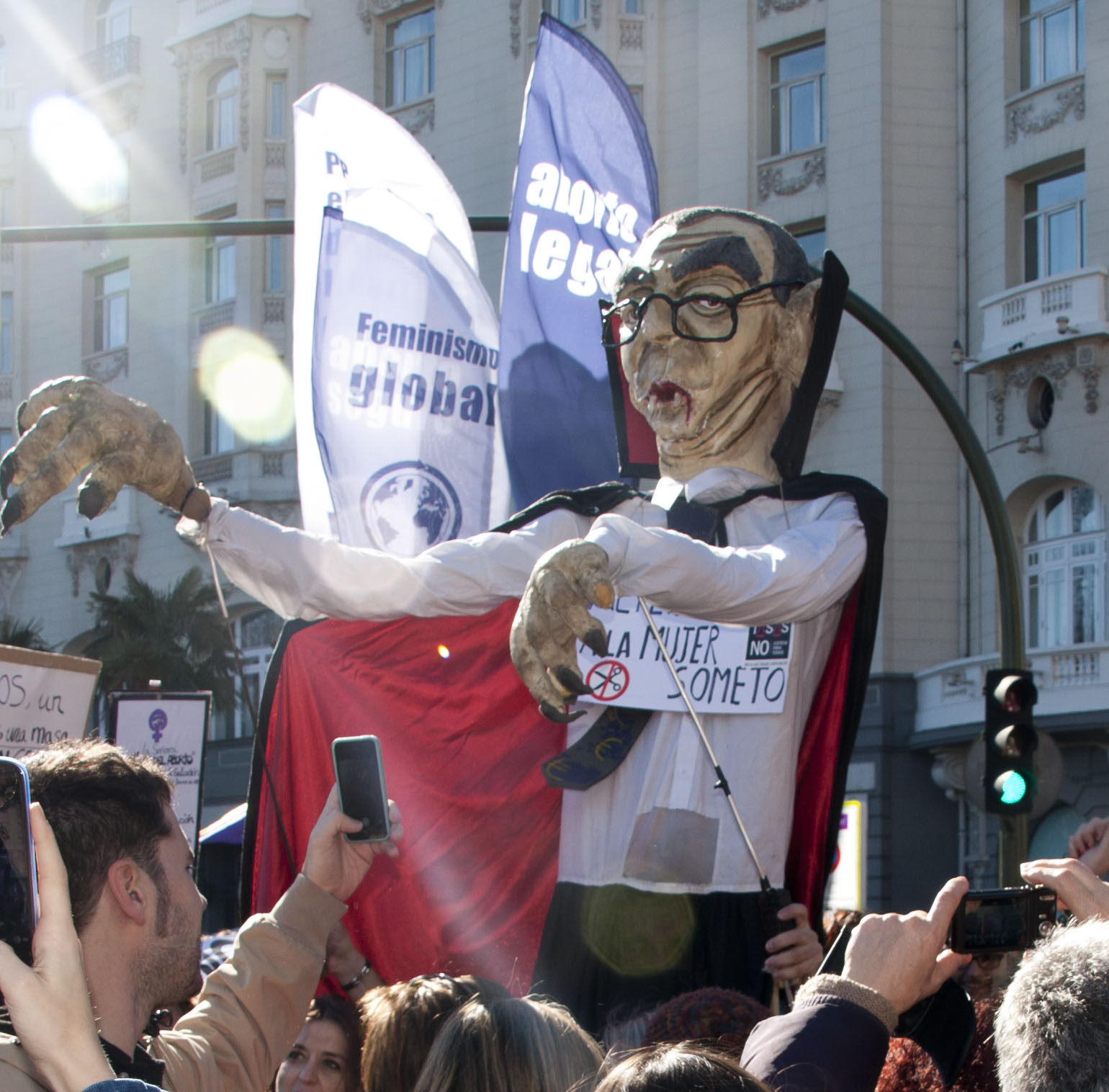
El ministro Gallardón fue blanco de críticas. Sus pretensiones le costaron el cargo

El 23 de septiembre de 2014, el presidente del Gobierno, Mariano Rajoy, confirmó la retirada del anteproyecto de Ley Orgánica de Protección del Concebido y los Derechos de la Embarazada, redactado por el Ministerio de Justicia, por no haber encontrado el consenso suficiente para sacarlo adelante.
Apenas cuatro horas después del anuncio del presidente, el ministro de Justicia, Alberto Ruiz-Gallardón, anunció su dimisión como ministro en rueda de prensa. También renunció a su escaño de diputado y a los cargos de dirección en el Partido Popular.
El 9 de septiembre de 2015 el pleno del Senado aprobó una reforma de la ley del aborto solo en el apartado referido a las menores de 16 y 17 años para impedir que puedan interrumpir su embarazo sin el consentimiento paterno o de sus tutores.
En las elecciones legislativas de 2015 el Partido Popular decidió no incluir en su programa electoral la reforma de la ley del aborto a causa, según fuentes del propio PP recogidas por medios de comunicación, de las discrepancias internas y posibles pérdidas de voto que les generó durante la legislatura.
Un parque de la localidad asturiana de Barredos, municipio de Laviana, una de las localidades en las que se originó la manifestación, ha recibido el nombre de Tren de la Libertad. La iniciativa de nombrar así al parque fue impulsada por el entonces Alcalde de Laviana, Adrián Barbón -hoy Presidente del Principado de Asturias- y reconocida por el Pleno extraordinario de su ayuntamiento, saliendo adelante con los votos de PSOE e IU y la abstención de Foro. El PP votó en contra.
Desde enero de 2016 también Gijón tiene un parque denominado Jardines del Tren de la Libertad. La decisión fue aprobada por el Pleno Municipal del Ayuntamiento el 13 de enero como nueva denominación del espacio liberado a la barrera ferroviaria conocido popularmente como "el solarón".

## Reacciones

### Reacciones desde partidos políticos
Como respuesta a la manifestación, el ministro de Justicia, Alberto Ruiz-Gallardón, confirmó en Valladolid, horas después de la manifestación de Madrid, su intención de llevar hasta el final la reforma de la ley contra la que protestaba la manifestación:

Tenéis mi compromiso personal que no habrá ni un grito ni ningún insulto que a este ministro le vaya a hacer abdicar del compromiso de cumplir el programa de regular los derechos de las mujeres y del concebido.

El líder del PSOE, Pedro Sánchez, por su parte agradeció a los colectivos de mujeres, los profesionales y las mujeres socialistas su movilización contra la ley. La diputada del PSOE en la Junta General del Principado de Asturias Adriana Lastra calificó la iniciativa como la primera marea violeta de España, comparándola con la marea blanca que paró la privatización de la sanidad madrileña.

### Reacciones desde la Iglesia católica
Juan Antonio Reig Plà, obispo de Alcalá de Henares (Madrid) comparó la manifestación del Tren de la Libertad con los trenes de Auschwitz, el campo de concentración nazi de Polonia en el que se calcula que se asesinó a más de un millón de personas. Las declaraciones se difundieron a través de la web del obispado.

Este tren, como los trenes de Auschwitz que conducían a un campo de muerte, debería llamarse, no el Tren de la Libertad sino, el tren de la muerte, del Holocausto más infame: la muerte directa y deliberada de niños inocentes no-nacidos.

En octubre de 2014, la representación legal del Tren de la Libertad anunció la presentación de una querella criminal por injurias contra el obispo por estas declaraciones. La querella estaba secundada por plataformas ciudadanas y financiada por una campaña de micromecenazgo.

## En la cultura

### Documentales
La movilización del 31 de enero y 1 de febrero de 2014 quedó reflejada en el documental Yo decido. El tren de la libertad (42') estrenado el 10 de julio de 2015 de manera simultánea en casi 90 ciudades españolas.
Se recogieron 200 horas de grabaciones por un equipo de dos centenares de mujeres cineastas al que se sumó el material aportado por personas que con anterioridad a la fecha habían realizado acciones de calle para protestar por la reforma. También hubo unidades de rodaje en París (Laura del Sol), Ámsterdam, Roma, Buenos Aires o Edimburgo.
La iniciativa partió de la crítica de cine y socióloga Pilar Aguilar que propuso a la directora Chus Gutiérrez apoyar desde el mundo cinematográfico la protesta. El proyecto culminó con la movilización de dos centenares de mujeres cineastas que rodaron, escribieron el guion y montaron el documental.El documental fue financiado a través de micromecenazgo.
Entre las cineastas que colaboraron en el proyecto, agrupadas bajo el nombre de Colectivo de Mujeres Cineastas Contra la Reforma de la Ley del Aborto, están Gracia Querejeta, Ángeles González-Sinde, Mabel Lozano, Icíar Bollaín, Isabel Coixet, Goeorgina Cisquella, Virginia Yagüe y Teresa Font con el apoyo de la Asociación de mujeres cineastas y de medios audiovisuales (CIMA).  
Otro documental en el que aparece la Tertulia Feminista Les Comadres y las mujeres de Barredos y su marcha a Madrid en el Tren de la Libertad es No estamos solos dirigido por Pere Joan Ventura en 2015.

### Música
En febrero de 2025 la compositora y cantante asturiana Marisa Valle Roso presentó  "El tren de la libertad", una canción dedicada a la movilización feminista.

## Publicaciones
- El tren de la libertad. Las mujeres decidimos. (2019) Carmen Suárez Suárez (coord.) Prólogo: Amelia Valcárcel.[45]  Almud Ediciones. Biblioteca Añil Feminista ISBN-10: 8412094190, ISBN-13: 978-8412094190[46]

## Premios y reconocimientos
- 2014 Premio Clara Campoamor de Sevilla. PSOE de Andalucía.[47]
- 2014 XXI Premio Pasionaria[48]
- 2014 XII Premio Colectivo 8 de Marzo[49]
- 2014 Premio Aragón Dignidad. Patronato de la Fundación Aragonesista
- 2014 Premio Mulleres en Acción de la Mostra de Teatro de Cangas[50]
- 2015 Premio "Mujeres en Unión" de la Unión de Actores y Actrices.[41]
- 2015 Premio a la Igualdad del Ayuntamiento de La Rinconada (Sevilla). Marzo de 2015[51]
- 2015 Premio "Alcalde José Fernandín" concedido por el PSOE de Castrillón. Noviembre de 2015[52]
- 2016 Inauguración de los "Jardines del Tren de la Libertad" en Gijón[53]